# گروه اچ‌دی‌سی
گروه اچ‌دی‌سی (انگلیسی: HDC Group) شرکت خوشه‌ای کره‌ای است، که در سال ۱۹۹۹ توسط چانگ مونگ-جیو تأسیس شد.